# Rubens Barrichello
Rubens Gonçalves Barrichello (San Paolo, 23 maggio 1972) è un pilota automobilistico brasiliano di origini italiane, dal 2013 inviato per Rede Globo come giornalista sulla pitlane.

## Biografia
È figlio di Rubens Senior e Idely e, come testimonia il cognome, discende da immigrati italiani; suo nonno Giovanni Barrichello, emigrato in Brasile nel 1885, era originario di Riese Pio X. Barrichello parla sia portoghese sia italiano.

## Carriera

### Gli esordi
Barrichello ha vinto 5 campionati kart in Brasile, prima di trasferirsi in Europa nel 1990 per gareggiare in Formula Opel Lotus. Ha vinto il campionato al primo tentativo, successo ripetuto l'anno successivo nel campionato britannico di Formula 3, battendo un giovane David Coulthard. A soli 19 anni di età era già candidato a guidare in Formula 1: l'anno successivo ha partecipato al campionato di Formula 3000, terminando al terzo posto.

### Formula 1

#### 1993-1996: Jordan

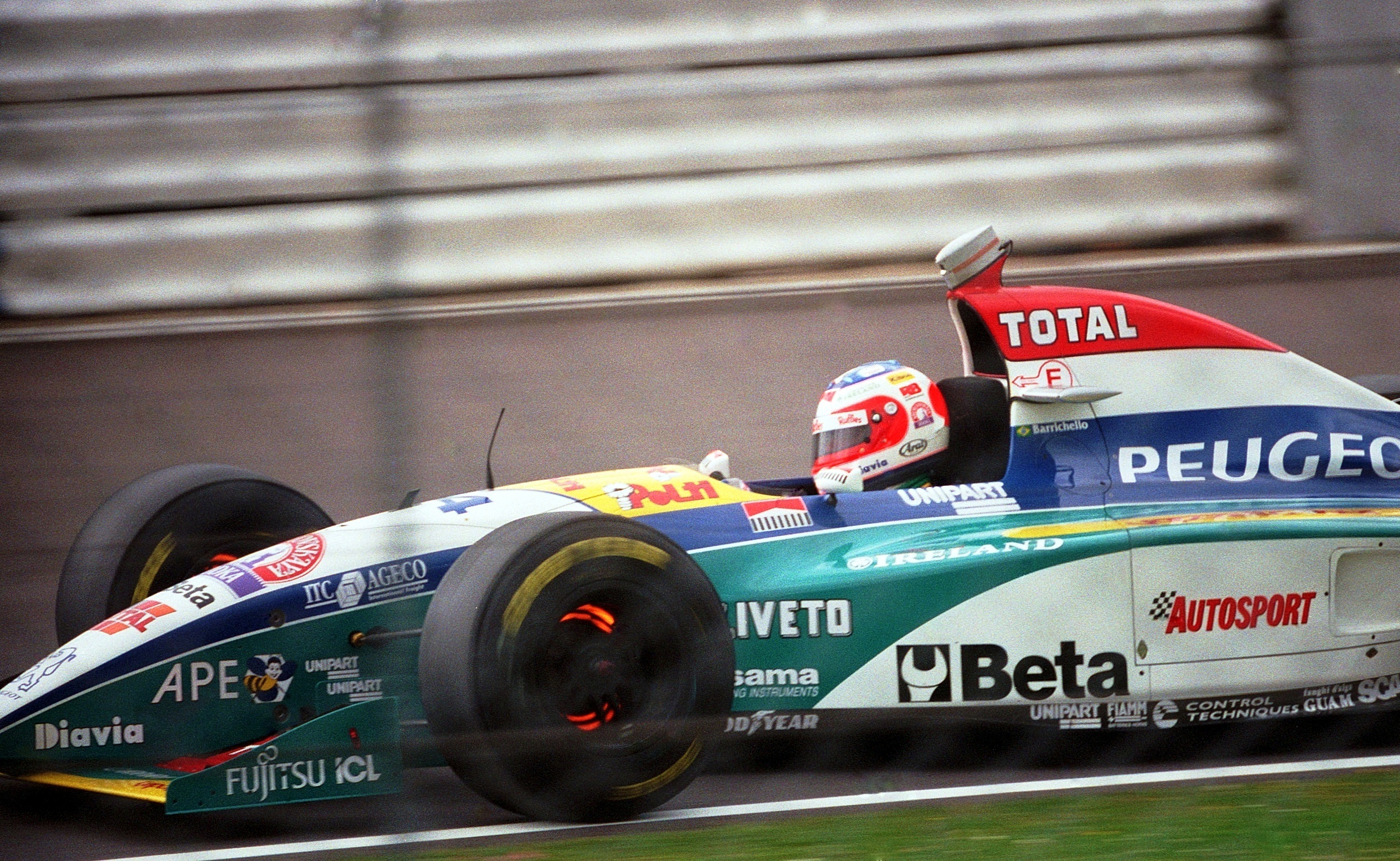
Barrichello su Jordan 195 nel Gran Premio di Gran Bretagna 1995

Nel 1993 fu ingaggiato dalla Jordan nella massima formula. Barrichello esordì con una buona stagione, ottenendo due punti per il campionato, vedendo più volte svanire dei buoni piazzamenti per noie meccaniche della monoposto 193.
Nel 1994 le cose migliorarono, ma per poco la sua carriera non fu stroncata da un grave incidente avvenuto durante le prove in un tragico fine settimana ad Imola, allorché la sua vettura si sollevò da terra sui cordoli della Variante Bassa, sbatté sulle reti di protezione e si cappottò al suolo procurandogli una lieve rottura del setto nasale, l'incrinatura di una costola ed una contusione all'avambraccio destro al quale fu doverosa l'applicazione di un gesso; nell'urto, Barrichello sbatté più volte la testa sui bordi dell'abitacolo e fu sottoposto a pesanti accelerazioni e decelerazioni, tali da fargli perdere i sensi. Il pronto intervento medico, che tra le altre cose gli liberò la lingua permettendogli di tornare a respirare, riuscì a salvargli la vita. In ospedale ricevette la visita del suo amico e mentore Ayrton Senna, due giorni prima dell'incidente fatale di quest'ultimo sulla stessa pista.
Il resto della stagione fu teso a un lento recupero, anche se riuscì comunque a conquistare la pole position a Spa-Francorchamps, all'epoca il pilota più giovane a riuscirci (il record verrà poi battuto da Fernando Alonso e, in seguito, da Sebastian Vettel). Il suo nome cominciò a circolare come uno dei più promettenti del circus, attirando anche l'attenzione dei top team; tuttavia il brasiliano rimarrà alla corte di Eddie Jordan fino al 1996 conseguendo vari piazzamenti a punti e ottenendo l'allora suo migliore risultato in carriera, il secondo posto nel Gran Premio del Canada 1995.

#### 1997-1999: Stewart
Barrichello lasciò la Jordan nel 1997 per accasarsi alla neonata Stewart, dove ottenne come miglior risultato un secondo posto al Gran Premio di Monaco nella stagione di debutto e un settimo posto finale in classifica nel 1999, anno in cui ottenne anche una pole position sul bagnato in Francia e tre terzi posti ai Gran Premi di San Marino, Francia e Europa.

#### 2000-2005: Ferrari

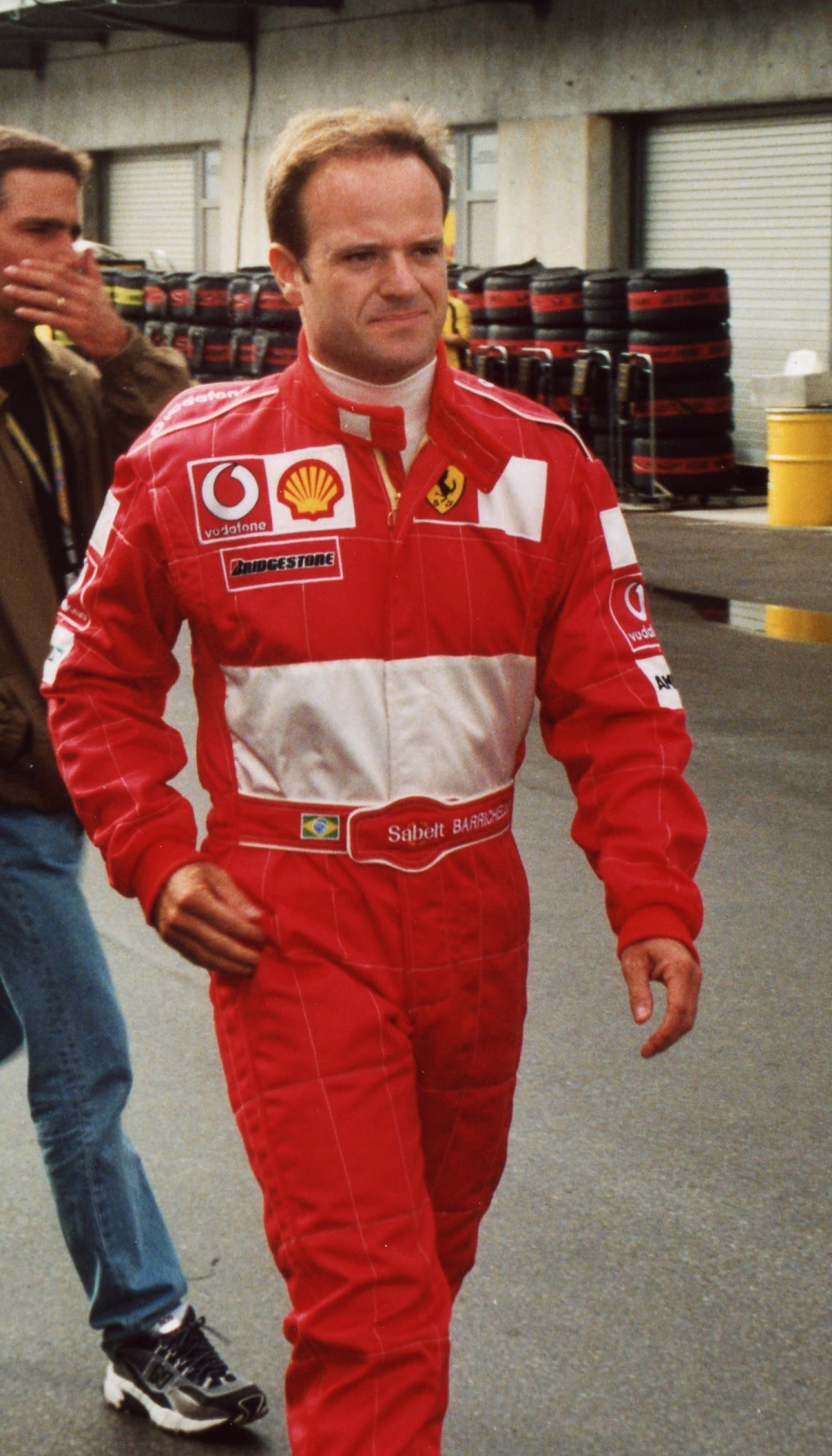
Barrichello in Ferrari, nel fine settimana del Gran Premio degli Stati Uniti d'America 2002.

Con queste credenziali fu ingaggiato nel 2000 dalla Ferrari come pilota titolare, designato a scudiero di Michael Schumacher; prese il posto di Eddie Irvine, che aveva lasciato il team di Maranello per contrasti riguardanti il ruolo di prima guida. La presenza di Barrichello contribuì al vittorioso ciclo della squadra italiana in Formula 1 nella prima metà degli anni 2000: nel corso della sua permanenza alla Scuderia, essa si è aggiudicata ininterrottamente il campionato costruttori nonché quello piloti con Schumacher, mentre il brasiliano si piazzò per due volte secondo nel mondiale (2002 e 2004), vincendo 9 Gran Premi. 
Alla sua stagione d'esordio con il Cavallino riuscì a conquistare la sua prima vittoria, al suo centoventitreesimo gran premio, a Hockenheim, in una gara caratterizzata da numerosi cambiamenti meteorologici e anche da un'invasione di pista, fattori che Barrichello riuscì abilmente a sfruttare per poter rimontare dalla diciottesima posizione in griglia.
Nel 2002 Barrichello fu protagonista di due episodi controversi. Al Gran Premio d'Austria si stava involando verso il successo, ma dovette obbedire a un ordine di scuderia che gli chiedeva di lasciare la vittoria, in ottica mondiale, a Schumacher; il brasiliano eseguì seppure controvoglia, cedendo platealmente il primo posto solo pochi metri prima della bandiera a scacchi. La decisione del muretto Ferrari fu ampiamente criticata dalla stampa internazionale e dal pubblico presente all'autodromo. Nello stesso anno, all'arrivo del Gran Premio degli Stati Uniti d'America, Schumacher, in testa alla gara, rallentò all'ultima curva per far avvicinare Barrichello e ottenere un uno-due tra compagni di box "con il minor distacco possibile", ma alla fine Barrichello lo sorpassò proprio sulla linea del traguardo.

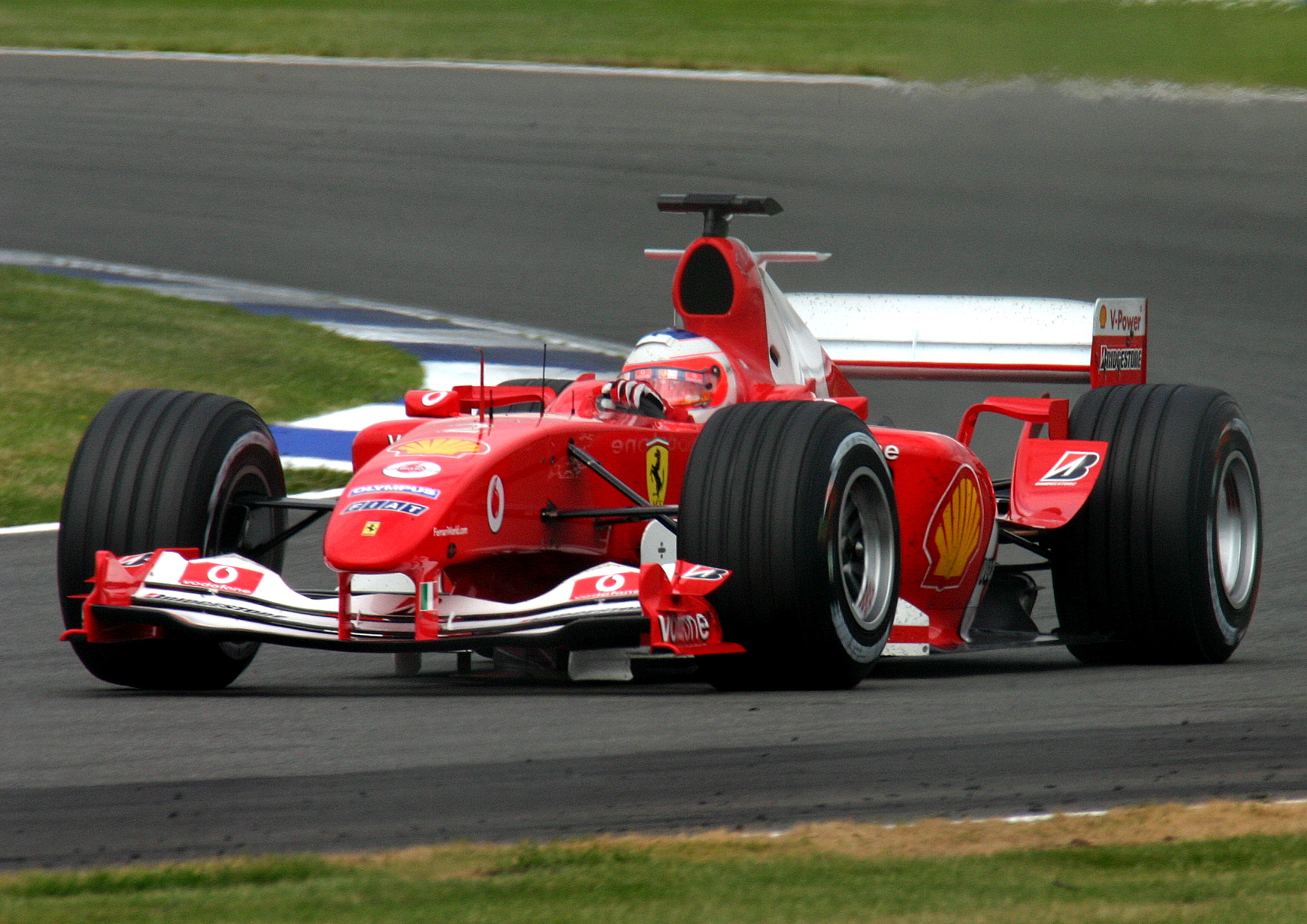
Barrichello su Ferrari F2004 nelle prove libere del Gran Premio di Gran Bretagna 2004

Nel 2003 ottenne la sua vittoria più bella, a Silverstone, compiendo una serie di sorpassi come raramente si vedevano nella Formula 1 di quegli anni. Nel 2004 arrivò al secondo posto, dietro il compagno di squadra Schumacher, in sette delle prime tredici gare, per poi vincere il Gran Premio d'Italia e l'edizione inaugurale del Gran Premio di Cina e terminare al secondo posto nel campionato, sempre dietro il tedesco.
Nel corso del campionato 2005, a seguito di un sopraggiunto cambio di regolamenti, la competitività del Cavallino si ridusse molto, lasciando Barrichello all'asciutto di vittorie e con due secondi posti quali migliori risultati, nella gara inaugurale in Australia e negli Stati Uniti d'America, quest'ultimo Gran Premio peraltro corso da sole 6 vetture a causa della defezione delle vetture gommate Michelin. Proprio a Indianapolis il brasiliano fu superato in modo piuttosto energico dal compagno di squadra; questo e altri piccoli screzi contribuirono a incrinare il rapporto tra Barrichello e la Ferrari, che s'interruppe al termine della stagione per far posto a un altro pilota di San Paolo, Felipe Massa.

#### 2006-2008: Honda

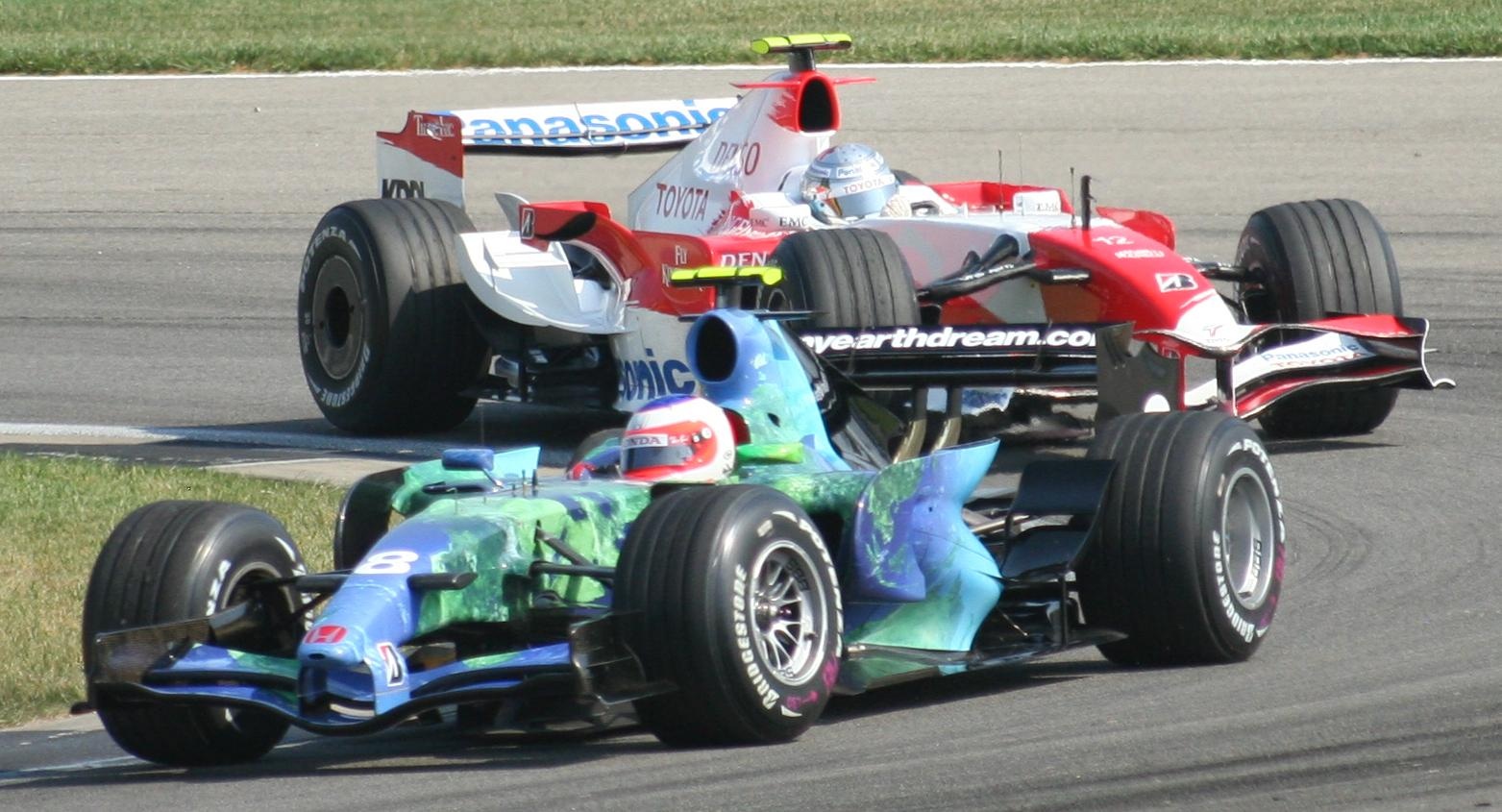
La Honda RA107 di Barrichello precede la Toyota TF107 di Jarno Trulli al Gran Premio degli Stati Uniti d'America 2007

Terminata la lunga esperienza in Ferrari, nel 2006 Barrichello fu ingaggiato dalla Honda, erede della scomparsa BAR. Chiuse il campionato 2006 al settimo posto assoluto con 30 punti e con due quarti posti ottenuti a Monaco e in Ungheria come migliori risultati. Il campionato 2007 fu invece molto negativo per Barrichello e per la Honda: a causa dell'assoluta mancanza di competitività della vettura, il pilota brasiliano non ottenne neanche un punto iridato, per la prima volta nella sua lunga carriera, pur non ritirandosi mai nella prima parte di campionato.
In seguito ai risultati disastrosi della stagione precedente, nel 2008 la scuderia giapponese ingaggiò il tecnico britannico Ross Brawn, che Barrichello aveva conosciuto alla Ferrari, e rinnovò la fiducia ai piloti, ritenuti non responsabili degli scarsi risultati. Anche in questa stagione, tuttavia, le prestazioni della Honda furono ben al di sotto delle aspettative; Barrichello ottenne un fortunato terzo posto nel Gran Premio di Gran Bretagna, aiutato dalla decisione, presa in accordo con Brawn, di montare gomme da bagnato estremo quando l'intensità della pioggia aumentò, ma nel resto del campionato ottenne solo altri due piazzamenti a punti. L'evento più importante della stagione del brasiliano fu battere il record di presenze nei Gran Premi di Formula 1, che apparteneva a Riccardo Patrese.

#### 2009: Brawn

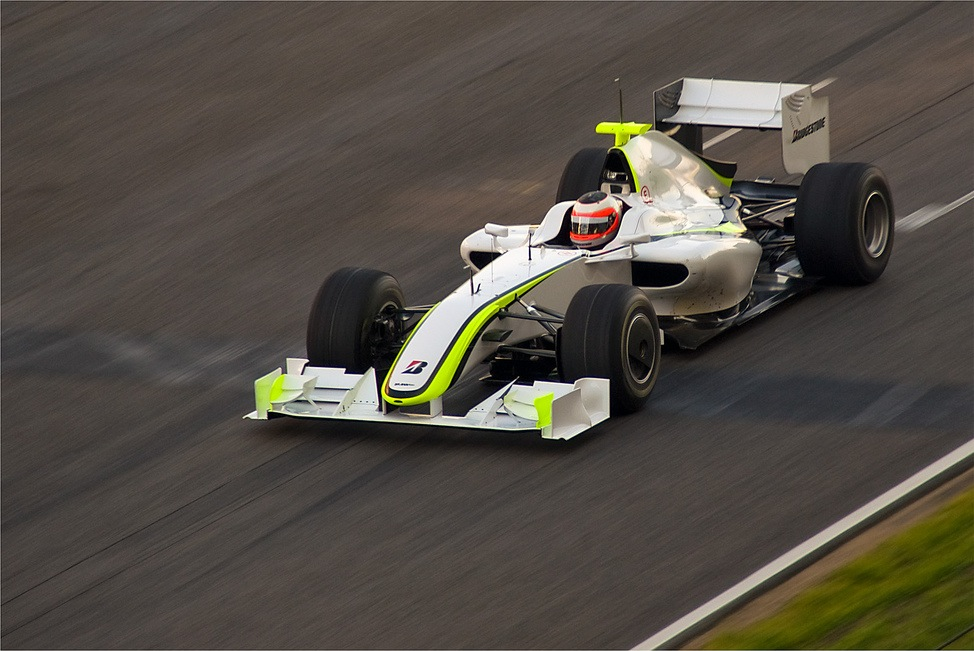
Barrichello su Brawn BGP 001 durante dei test sul circuito di Montmelò

Alla fine del campionato 2008 la Honda decise di interrompere il suo impegno in Formula 1, spinta dagli alti costi e dai risultati deludenti ottenuti dalla scuderia. Dopo un inverno di incertezze, il 6 marzo 2009 l'ex direttore tecnico Brawn rilevò la squadra, dando vita ad una nuova scuderia di Formula 1, la Brawn. Barrichello ottenne la riconferma nel team insieme a Jenson Button, battendo la concorrenza di Bruno Senna, al quale fu preferito per la maggiore esperienza. La Brawn si mostrò subito la vettura più competitiva e il brasiliano terminò il Gran Premio d'Australia in seconda posizione alle spalle del compagno di squadra, recuperando dopo essere stato coinvolto in un incidente alla partenza.
Nelle successive quattro gare andò sempre a punti, a Montmeló e a Monaco finì di nuovo secondo dietro al pilota inglese. Dopo il ritiro in Turchia, il brasiliano tornò a punti (3º a Silverstone e 6º al Nurburgring). Nel Gran Premio d'Europa, a Valencia, Barrichello tornò alla vittoria dopo ben 85 gare, vincendo di nuovo nel Gran Premio d'Italia. In corsa per la vittoria del titolo mondiale, il pilota brasiliano dovette rinunciarvi definitivamente dopo la penultima gara stagionale, disputatasi in Brasile, il suo paese natale: in quest'occasione Barrichello, partito dalla pole position, fu rallentato da una foratura chiudendo all'ottavo posto. A fine stagione Barrichello si classificò in terza posizione, con 77 punti.

#### 2010-2011: Williams

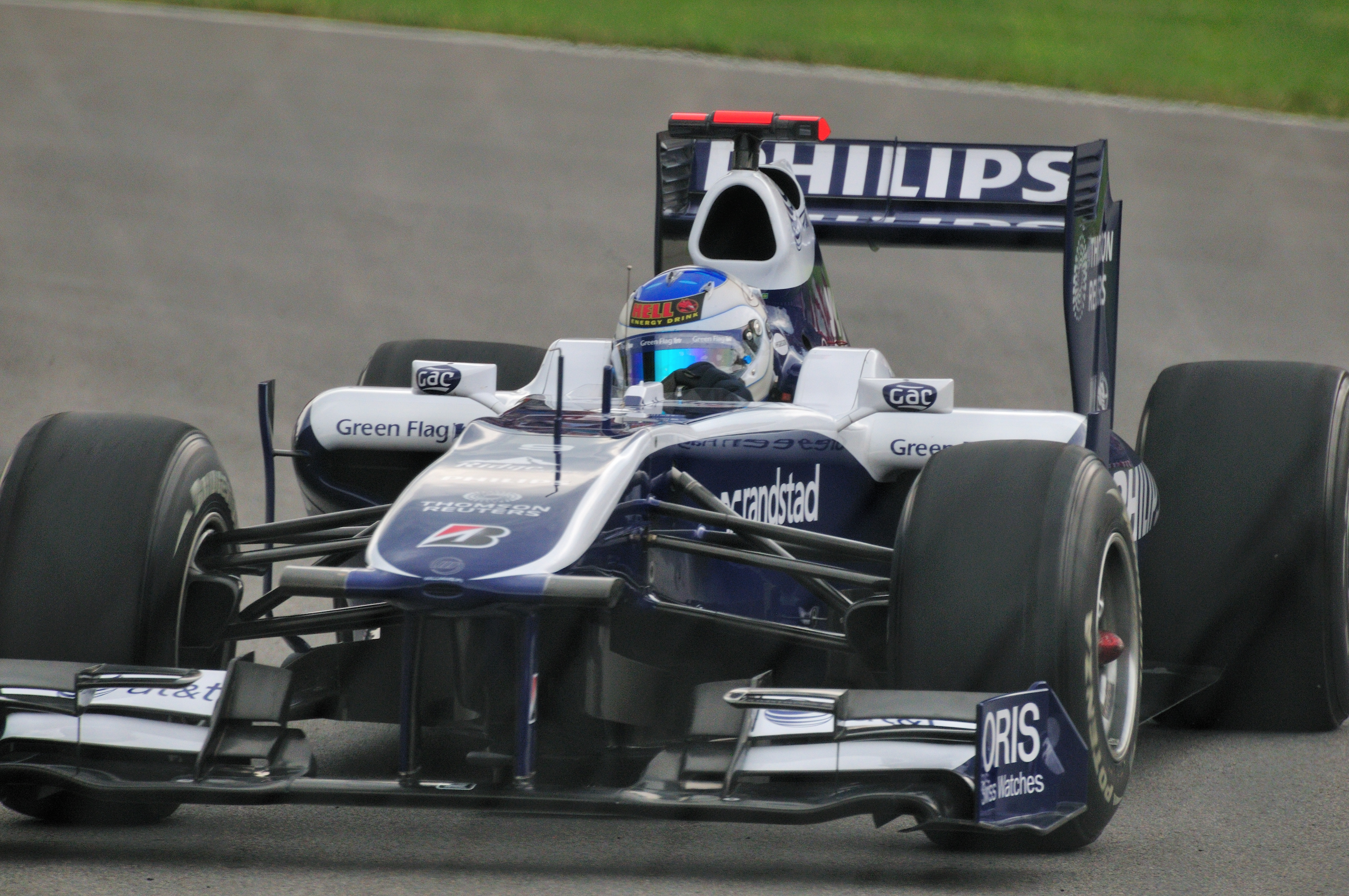
Barrichello su Williams FW32 al Gran Premio del Canada 2010

Il 2 novembre 2009 la Williams ufficializzò l'ingaggio del brasiliano come pilota per il campionato 2010, al fianco del debuttante Nico Hülkenberg. La stagione iniziò in modo piuttosto negativo e, a causa della scarsa competitività della monoposto, il brasiliano riuscì solo raramente a qualificarsi tra i primi dieci, conquistando solo otto punti nelle prime otto gare, con un ottavo posto nel Gran Premio d'Australia come miglior piazzamento. I risultati migliorarono a partire dal Gran Premio d'Europa, nel quale il pilota giunse quarto dopo essere scattato dalla nona posizione. La scuderia inglese, anche grazie alle indicazioni dello stesso Barrichello, continuò a sviluppare la vettura e nella seconda parte di stagione il pilota migliorò nettamente il proprio rendimento, giungendo in zona punti sette volte in undici corse e chiudendo la stagione in decima posizione, con 47 punti.
Dopo il Gran Premio di Abu Dhabi la Williams confermò Barrichello anche per il campionato 2011. La stagione del team di Frank Williams fu tuttavia disastrosa, con una vettura poco competitiva e, nelle prime gare, inaffidabile; il brasiliano non riuscì mai a qualificarsi tra i primi dieci, pur battendo spesso comunque il compagno di scuderia, e giunse in zona punti solamente in due occasioni, conquistando due noni posti nel Gran Premio di Monaco e nel Gran Premio del Canada. Il 17 gennaio 2012, dopo che la Williams aveva annunciato l'arrivo di Bruno Senna al posto del brasiliano e con tutti i volanti migliori occupati per il campionato 2012, Barrichello decise di ritirarsi dalla Formula 1.
In seguito "Rubinho" avrebbe dovuto prendere parte alle ultime tre gare della stagione 2014 al volante della Caterham di Kamui Kobayashi. A causa della crisi finanziaria della scuderia anglo-malese, però, l'operazione non si concretizzò e il brasiliano non poté tornare in pista.
Barrichello ha detenuto per dodici anni il record di Gran Premi disputati in Formula 1 (322), superato da Kimi Räikkönen nel Gran Premio dell'Eifel 2020.

### Dopo la Formula 1

#### IndyCar

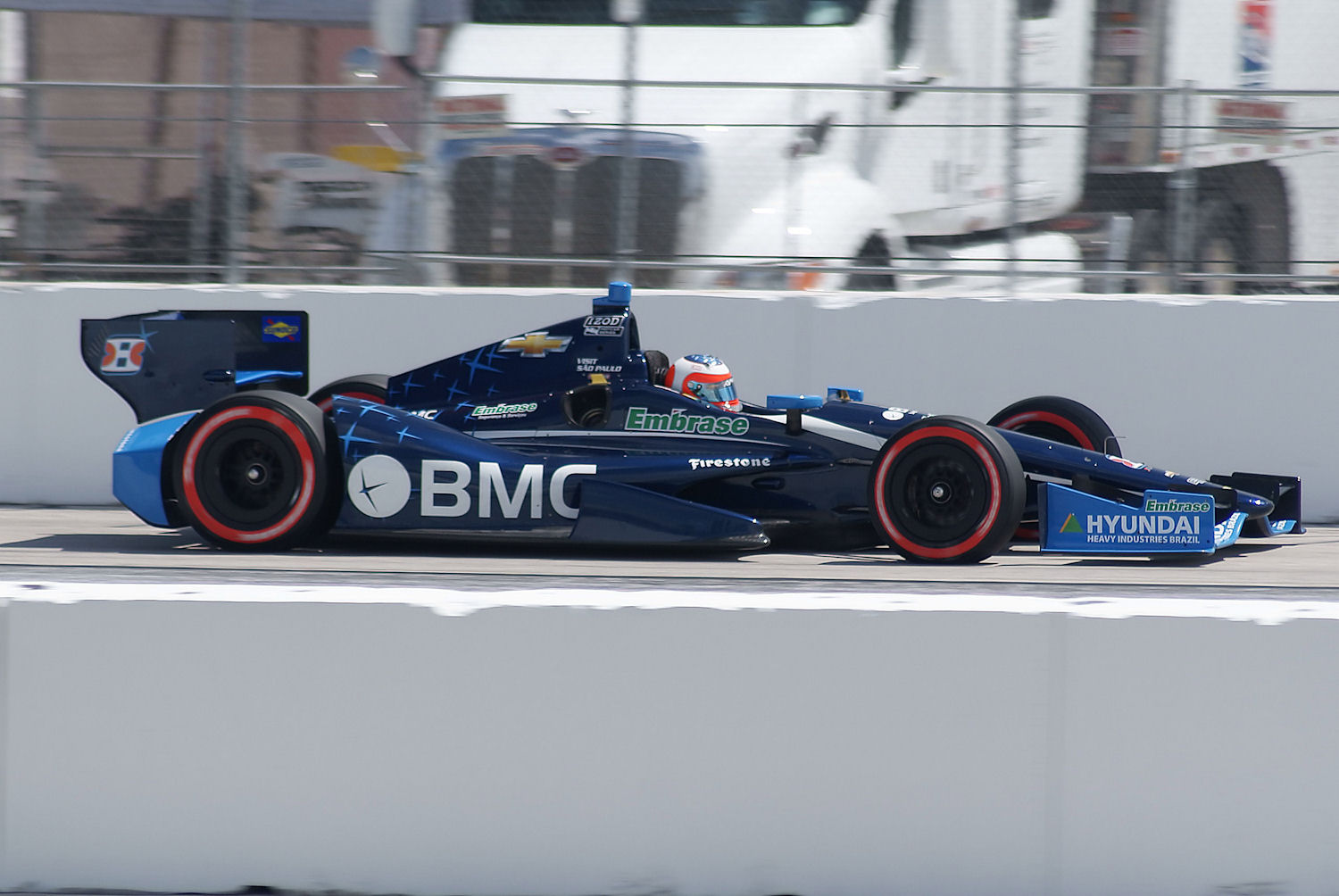
Barrichello a St. Petersburg

Terminata l'esperienza nella massima serie automobilistica, il 1º marzo 2012 il pilota brasiliano raggiunge un accordo con il team KV Racing Technology per correre nel campionato IndyCar. Il pilota brasiliano, in 3 delle prime 4 gare, riesce ad arrivare a punti e davanti al suo compagno di squadra Tony Kanaan; alla 500 Miglia di Indianapolis, prima gara per lui sugli ovali, riesce a qualificarsi 10º, ma durante la gara perde e ciò gli vale l'11ª posizione all'arrivo. Non è fortunato a Detroit dove, a causa di un problema tecnico in qualifica, è costretto a partire nelle ultime posizioni; durante la gara inoltre è costretto a fermarsi quasi immediatamente per un problema all'elettronica. Nell'Iowa Corn Indy 250, invece, riesce ad arrivare settimo, dopo essere partito undicesimo; nonostante le prestazioni in qualifica del brasiliano siano molto buone, in gara non riesce reggere il ritmo e perde posizioni. A Sonoma il brasiliano ottiene il miglior risultato nell'IRL, conquistando un buon quarto posto battendo i compagni Tony Kanaan ed E.J. Viso; conclude la stagione al 12º posto con 289 punti. Il 27 dicembre 2012 Rubens annuncia il ritiro dall'IndyCar.

#### Stock Car

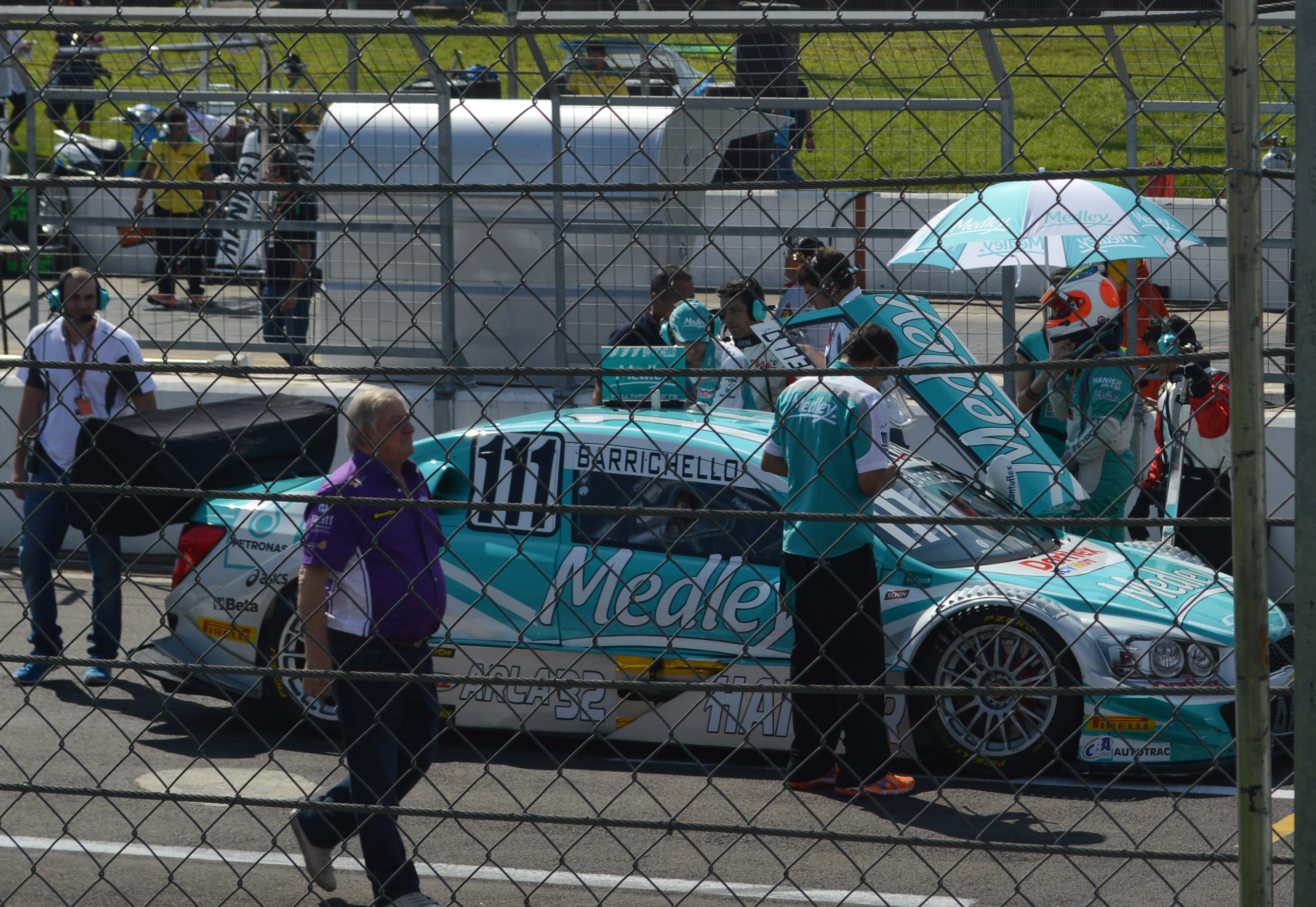
Barrichello nel 2014, nel vittorioso campionato Stock Car Brasil.

Abbandonato l'IndyCar, Rubinho gareggia nelle ultime tre gare del campionato Stock Car con il team Medley Full Time senza ottenere grandi risultati. Nel 2013 passa al Full Time Sport; nella prima gara il pilota brasiliano non conquistò punti giungendo 25º. Durante la stagione la vettura migliora, consentendo al brasiliano di ottenere i primi punti già alla seconda gara; l'apice del campionato arrivò nella quarta gara, dove Rubens giunse secondo, in quella successiva, in cui classificò quarto e nella settima nella quale conquista la pole position ma è poi costretto al ritiro a pochi giri dalla fine e venendo classificato 25º; nel corso del campionato il brasiliano ha sempre preceduto il compagno di squadra. Nelle prime 6 gare della stagione 2014, Rubens non ottiene risultati di rilievo, ma tra la settima e la dodicesima prova fa registrare due vittorie e due secondi posti e alla fine vince il campionato. Continua a disputare questo campionato anche nelle stagioni successive, arrivando secondo in campionato nel 2016.

#### Gran Turismo
Nel settembre del 2022 Barrichello, dopo vent'anni, torna al volante di una Ferrari, dividendo la 488 GT3 Evo con Giancarlo Fisichella durante il round di Vallelunga del Campionato Italiano Gran Turismo Endurance Cup, vincendo la gara..

## Risultati

### International Formula 3000
(legenda) (Le gare in grassetto indicano la pole) (Le gare in corsivo indicano il giro veloce)
| Anno | Team          | Vettura     | Motore        | 1     | 2     | 3     | 4       | 5     | 6     | 7     | 8     | 9     | 10    | Punti | Pos. |
| ---- | ------------- | ----------- | ------------- | ----- | ----- | ----- | ------- | ----- | ----- | ----- | ----- | ----- | ----- | ----- | ---- |
| 1992 | Piquet Racing | Reynard 92D | Mugen Honda   | SIL 2 | PAU 3 | CAT 2 | PER Rit | HOC 6 |       |       |       |       |       | 27    | 3º   |
| 1992 | Piquet Racing | Reynard 92D | Ford Cosworth |       |       |       |         |       | NÜR 3 | SPA 5 | ALB 6 | NOG 6 | MAG 5 | 27    | 3º   |

### Formula 1
| 1993 | Scuderia | Vettura |     |     |     |     |    |   |     |   |    |     |     |     |     |    |   |    |  |  |  | Punti | Pos. |
| ---- | -------- | ------- | --- | --- | --- | --- | -- | - | --- | - | -- | --- | --- | --- | --- | -- | - | -- |  |  |  | ----- | ---- |
| 1993 | Jordan   | 193     | Rit | Rit | Rit | Rit | 12 | 9 | Rit | 7 | 10 | Rit | Rit | Rit | Rit | 13 | 5 | 11 |  |  |  | 2     | 18º  |

| 1994 | Scuderia | Vettura |   |   |    |     |     |   |     |   |     |     |     |   |   |    |     |   |  |  |  | Punti | Pos. |
| ---- | -------- | ------- | - | - | -- | --- | --- | - | --- | - | --- | --- | --- | - | - | -- | --- | - |  |  |  | ----- | ---- |
| 1994 | Jordan   | 194     | 4 | 3 | NQ | Rit | Rit | 7 | Rit | 4 | Rit | Rit | Rit | 4 | 4 | 12 | Rit | 4 |  |  |  | 19    | 6º   |

| 1995 | Scuderia | Vettura |     |     |     |   |     |   |   |    |     |   |   |     |    |   |     |     |     |  |  | Punti | Pos. |
| ---- | -------- | ------- | --- | --- | --- | - | --- | - | - | -- | --- | - | - | --- | -- | - | --- | --- | --- |  |  | ----- | ---- |
| 1995 | Jordan   | 195     | Rit | Rit | Rit | 7 | Rit | 2 | 6 | 11 | Rit | 7 | 6 | Rit | 11 | 4 | Rit | Rit | Rit |  |  | 11    | 11º  |

| 1996 | Scuderia | Vettura |     |     |   |   |   |     |     |     |   |   |   |   |     |   |     |   |  |  |  | Punti | Pos. |
| ---- | -------- | ------- | --- | --- | - | - | - | --- | --- | --- | - | - | - | - | --- | - | --- | - |  |  |  | ----- | ---- |
| 1996 | Jordan   | 196     | Rit | Rit | 4 | 5 | 5 | Rit | Rit | Rit | 9 | 4 | 6 | 6 | Rit | 5 | Rit | 9 |  |  |  | 14    | 8º   |

| 1997 | Scuderia | Vettura |     |     |     |     |   |     |     |     |     |     |     |     |    |    |     |     |     |  |  | Punti | Pos. |
| ---- | -------- | ------- | --- | --- | --- | --- | - | --- | --- | --- | --- | --- | --- | --- | -- | -- | --- | --- | --- |  |  | ----- | ---- |
| 1997 | Stewart  | SF01    | Rit | Rit | Rit | Rit | 2 | Rit | Rit | Rit | Rit | Rit | Rit | Rit | 13 | 14 | Rit | Rit | Rit |  |  | 6     | 13º  |

| 1998 | Scuderia | Vettura |     |     |    |     |   |     |   |    |     |     |     |     |    |    |    |     |  |  |  | Punti | Pos. |
| ---- | -------- | ------- | --- | --- | -- | --- | - | --- | - | -- | --- | --- | --- | --- | -- | -- | -- | --- |  |  |  | ----- | ---- |
| 1998 | Stewart  | SF02    | Rit | Rit | 10 | Rit | 5 | Rit | 5 | 10 | Rit | Rit | Rit | Rit | NP | 10 | 11 | Rit |  |  |  | 4     | 12º  |

| 1999 | Scuderia | Vettura |   |     |   |   |    |     |   |   |     |     |   |    |   |   |   |   |  |  |  | Punti | Pos. |
| ---- | -------- | ------- | - | --- | - | - | -- | --- | - | - | --- | --- | - | -- | - | - | - | - |  |  |  | ----- | ---- |
| 1999 | Stewart  | SF3     | 5 | Rit | 3 | 9 | SQ | Rit | 3 | 8 | Rit | Rit | 5 | 10 | 4 | 3 | 5 | 8 |  |  |  | 21    | 7º   |

| 2000 | Scuderia | Vettura |   |     |   |     |   |   |   |   |   |   |   |   |     |     |   |   |   |  |  | Punti | Pos. |
| ---- | -------- | ------- | - | --- | - | --- | - | - | - | - | - | - | - | - | --- | --- | - | - | - |  |  | ----- | ---- |
| 2000 | Ferrari  | F1-2000 | 2 | Rit | 4 | Rit | 3 | 4 | 2 | 2 | 3 | 3 | 1 | 4 | Rit | Rit | 2 | 4 | 3 |  |  | 62    | 4º   |

| 2001 | Scuderia | Vettura |   |   |     |   |     |   |   |     |   |   |   |   |   |   |   |    |   |  |  | Punti | Pos. |
| ---- | -------- | ------- | - | - | --- | - | --- | - | - | --- | - | - | - | - | - | - | - | -- | - |  |  | ----- | ---- |
| 2001 | Ferrari  | F2001   | 3 | 2 | Rit | 3 | Rit | 3 | 2 | Rit | 5 | 3 | 3 | 2 | 2 | 5 | 2 | 15 | 5 |  |  | 56    | 3º   |

| 2002 | Scuderia | Vettura |     |     |     |   |    |   |   |   |   |   |    |   |   |   |   |   |   |  |  | Punti | Pos. |
| ---- | -------- | ------- | --- | --- | --- | - | -- | - | - | - | - | - | -- | - | - | - | - | - | - |  |  | ----- | ---- |
| 2002 | Ferrari  | F2002   | Rit | Rit | Rit | 2 | NP | 2 | 7 | 3 | 1 | 2 | NP | 4 | 1 | 2 | 1 | 1 | 2 |  |  | 77    | 2º   |

| 2003 | Scuderia | Vettura |     |   |     |   |   |   |   |   |   |   |   |     |     |   |     |   |  |  |  | Punti | Pos. |
| ---- | -------- | ------- | --- | - | --- | - | - | - | - | - | - | - | - | --- | --- | - | --- | - |  |  |  | ----- | ---- |
| 2003 | Ferrari  | F2003GA | Rit | 2 | Rit | 3 | 3 | 3 | 8 | 5 | 3 | 7 | 1 | Rit | Rit | 3 | Rit | 1 |  |  |  | 65    | 4º   |

| 2004 | Scuderia | Vettura |   |   |   |   |   |   |   |   |   |   |   |    |   |   |   |   |     |   |  | Punti | Pos. |
| ---- | -------- | ------- | - | - | - | - | - | - | - | - | - | - | - | -- | - | - | - | - | --- | - |  | ----- | ---- |
| 2004 | Ferrari  | F2004   | 2 | 4 | 2 | 6 | 2 | 3 | 2 | 2 | 2 | 3 | 3 | 12 | 2 | 3 | 1 | 1 | Rit | 3 |  | 114   | 2º   |

| 2005 | Scuderia | Vettura |   |     |   |     |   |   |   |   |   |   |   |    |    |    |    |   |   |    |    | Punti | Pos. |
| ---- | -------- | ------- | - | --- | - | --- | - | - | - | - | - | - | - | -- | -- | -- | -- | - | - | -- | -- | ----- | ---- |
| 2005 | Ferrari  | F2005   | 2 | Rit | 9 | Rit | 9 | 8 | 3 | 3 | 2 | 9 | 7 | 10 | 10 | 10 | 12 | 5 | 6 | 11 | 12 | 38    | 8º   |

| 2006 | Scuderia | Vettura |    |    |   |    |   |   |   |    |     |   |     |     |   |   |   |   |    |   |  | Punti | Pos. |
| ---- | -------- | ------- | -- | -- | - | -- | - | - | - | -- | --- | - | --- | --- | - | - | - | - | -- | - |  | ----- | ---- |
| 2006 | Honda    | RA106   | 15 | 10 | 7 | 10 | 5 | 7 | 4 | 10 | Rit | 6 | Rit | Rit | 4 | 8 | 6 | 6 | 12 | 7 |  | 30    | 7º   |

| 2007 | Scuderia | Vettura |    |    |    |    |    |    |     |    |   |    |    |    |    |    |    |    |     |  |  | Punti | Pos. |
| ---- | -------- | ------- | -- | -- | -- | -- | -- | -- | --- | -- | - | -- | -- | -- | -- | -- | -- | -- | --- |  |  | ----- | ---- |
| 2007 | Honda    | RA107   | 11 | 11 | 13 | 10 | 10 | 12 | Rit | 11 | 9 | 11 | 18 | 17 | 10 | 13 | 10 | 15 | Rit |  |  | 0     | 20º  |

| 2008 | Scuderia | Vettura |    |    |    |     |    |   |   |    |   |     |    |    |     |    |     |    |    |    |  | Punti | Pos. |
| ---- | -------- | ------- | -- | -- | -- | --- | -- | - | - | -- | - | --- | -- | -- | --- | -- | --- | -- | -- | -- |  | ----- | ---- |
| 2008 | Honda    | RA108   | SQ | 13 | 11 | Rit | 14 | 6 | 7 | 14 | 3 | Rit | 16 | 16 | Rit | 17 | Rit | 13 | 11 | 15 |  | 11    | 14º  |

| 2009 | Scuderia | Vettura |   |   |   |   |   |   |     |   |   |    |   |   |   |   |   |   |   |  |  | Punti | Pos. |
| ---- | -------- | ------- | - | - | - | - | - | - | --- | - | - | -- | - | - | - | - | - | - | - |  |  | ----- | ---- |
| 2009 | Brawn    | BGP 001 | 2 | 5 | 4 | 5 | 2 | 2 | Rit | 3 | 6 | 10 | 1 | 7 | 1 | 6 | 7 | 8 | 4 |  |  | 77    | 3º   |

| 2010 | Scuderia | Vettura |    |   |    |    |   |     |    |    |   |   |    |    |     |    |   |   |   |    |    | Punti | Pos. |
| ---- | -------- | ------- | -- | - | -- | -- | - | --- | -- | -- | - | - | -- | -- | --- | -- | - | - | - | -- | -- | ----- | ---- |
| 2010 | Williams | FW32    | 10 | 8 | 12 | 12 | 9 | Rit | 14 | 14 | 4 | 5 | 12 | 10 | Rit | 10 | 6 | 9 | 7 | 14 | 12 | 47    | 10º  |

| 2011 | Scuderia | Vettura |     |     |    |    |    |   |   |    |    |     |    |    |    |    |    |    |    |    |    | Punti | Pos. |
| ---- | -------- | ------- | --- | --- | -- | -- | -- | - | - | -- | -- | --- | -- | -- | -- | -- | -- | -- | -- | -- | -- | ----- | ---- |
| 2011 | Williams | FW33    | Rit | Rit | 13 | 15 | 17 | 9 | 9 | 12 | 13 | Rit | 13 | 16 | 12 | 13 | 17 | 12 | 15 | 12 | 14 | 4     | 17º  |

| Legenda | 1º posto     | 2º posto | 3º posto    | A punti         | Senza punti/Non class.  | Grassetto – Pole position Corsivo – Giro più veloce |
| Legenda | Squalificato | Ritirato | Non partito | Non qualificato | Solo prove/Terzo pilota | Grassetto – Pole position Corsivo – Giro più veloce |

### IndyCar
| Anno | Scuderia             | Vettura      | 1      | 2     | 3     | 4      | 5       | 6      | 7      | 8      | 9     | 10     | 11     | 12     | 13    | 14    | 15     | Punti | Posizione |
| ---- | -------------------- | ------------ | ------ | ----- | ----- | ------ | ------- | ------ | ------ | ------ | ----- | ------ | ------ | ------ | ----- | ----- | ------ | ----- | --------- |
| 2012 | KV Racing Technology | Dallara DW12 | STP 17 | ALA 8 | LBH 9 | SÃO 10 | INDY 11 | DET 25 | TEX NP | MIL 10 | IOW 7 | TOR 11 | EDM 13 | MDO 15 | SNM 4 | BAL 5 | FON 22 | 289   | 12º       |

### 500 Miglia di Indianapolis
| Anno   | N° auto | Partito | Media qualifica | Finito | Giri | Giri in testa | Causa ritiro |
| ------ | ------- | ------- | --------------- | ------ | ---- | ------------- | ------------ |
| 2012   | 8       | 10º     | 224.264         | 11º    | 200  | 2             | /            |
| Totale | Totale  | Totale  | Totale          | Totale | 200  | 2             |              |

### Stock Car Brasil
(legenda) (Le gare in grassetto indicano la pole position) (Gare in corsivo indicano Gpv)
| Anno | Squadra          | Vettura         | 1         | 2        | 3        | 4         | 5       | 6         | 7       | 8         | 9         | 10        | 11       | 12        | 13        | 14        | 15       | 16       | 17        | 18       | 19       | 20        | 21        | 22      | 23       | 24       | Punti | Posizione |
| ---- | ---------------- | --------------- | --------- | -------- | -------- | --------- | ------- | --------- | ------- | --------- | --------- | --------- | -------- | --------- | --------- | --------- | -------- | -------- | --------- | -------- | -------- | --------- | --------- | ------- | -------- | -------- | ----- | --------- |
| 2012 | Medley Full Time | Peugeot 408     | INT       | CTB      | VEL      | RBP       | LON     | RIO       | SAL     | CAS       | TAR       | CTB 22    | BSB Rit  | INT 22    |           |           |          |          |           |          |          |           |           |         |          |          | 0†    | NC†       |
| 2013 | Full Time Sports | Chevrolet Sonic | INT 25    | CUR 19   | TAR 20   | SAL 2     | BRA 4   | CAS 13    | RBP 5   | CAS 25    | VEL 12    | CUR 10    | BRA 11   | INT 8     |           |           |          |          |           |          |          |           |           |         |          |          | 120   | 8º        |
| 2014 | Full Time Sports | Chevrolet Sonic | INT 1 9   | SCZ 1 16 | SCZ 2 NP | BRA 1 24  | BRA 2 4 | GOI 1 9   | GOI 2   | GOI 1     | CAS 1     | CAS 2 18  | CUR 1 7  | CUR 2     | VEL 1 4   | VEL 2 6   | SAL 1 19 | SAL 2 11 | \|TAR 1 9 | TAR 2    | RBP 1 4  | RBP 2 4   | CUR 1 3   |         |          |          | 234   | 1º        |
| 2015 | Full Time Sports | Chevrolet Sonic | GOI 1 14  | RBP 1 6  | RBP 2 6  | VEL 1 4   | VEL 2 5 | CUR 1 9   | CUR 2   | SCZ 1 3   | SCZ 2 Rit | SAL 1 11  | SAL 2 8  | GOI 1 20  | CAS 1 23  | CAS 2 10  | MOU 1 5  | MOU 2 4  | CUR 1 12  | CUR 2 6  | TAR 1 6  | TAR 2     | INT 1 Rit |         |          |          | 188   | 4º        |
| 2016 | Full Time Sports | Chevrolet Sonic | CUR 1 20† |          |          |           |         |           |         |           |           |           |          |           |           |           |          |          |           |          |          |           |           |         |          |          | 295   | 2º        |
| 2016 | Full Time Sports | Chevrolet Cruze |           | VEL 1 6  | VEL 2 5  | GOI 1 11  | GOI 2 3 | SCZ 1 21  | SCZ 2   | TAR 1 17† | TAR 2 11  | CAS 1 17  | CAS 2 1  | INT 1 2   | LON 1 6   | LON 2 1   | CUR 1 11 | CUR 2    | GOI 1     | GOI 2 5  | CRI 1 3  | CRI 2 22† | INT 1 2   |         |          |          | 295   | 2º        |
| 2017 | Full Time Sports | Chevrolet Cruze | GOI 1 Rit | GOI 2 4  | VEL 1 7  | VEL 2 5   | SCZ 1   | SCZ 2 17  | CAS 1 6 | CAS 2 5   | CUR 1 4   | CRI 1 Rit | CRI 2 14 | VCA 1 16  | VCA 2 Rit | LON 1 3   | LON 2 3  | ARG 1 21 | ARG 2 1   | TAR 1 9  | TAR 2 18 | GOI 1 6   | GOI 2 17  | INT 1 5 |          |          | 251   | 5º        |
| 2018 | Full Time Sports | Chevrolet Cruze | INT 1 2   | CUR 1 13 | CUR 2 4  | VEL 1 Rit | VEL 2 9 | LON 1 4   | LON 2   | SCZ 1 Rit | SCZ 2 6   | GOI 1     | MOU 1 9  | MOU 2 7   | CAS 1 7   | CAS 2 14  | VCA 1 11 | VCA 2 3  | TAR 1     | TAR 2 10 | GOI 1 5  | GOI 2 Rit | INT 1 6   |         |          |          | 242   | 4º        |
| 2019 | Full Time Sports | Chevrolet Cruze | VEL 1 2   | VCA 1 8  | VCA 2 1  | GOI 1 5   | GOI 2 1 | LON 1 Rit | LON 2 8 | SCZ 1 9   | SCZ 2 12  | MOU 1 14  | MOU 2 1  | INT 1 Rit | VEL 1 7   | VEL 2 1   | CAS 1 5  | CAS 2 3  | VCA 1 13  | VCA 2 5  | GOI 1 19 | GOI 2 4   | INT 1 8   |         |          |          | 310   | 5º        |
| 2020 | Full Time Sports | Toyota Corolla  | GOI 1 7   | GOI 2 1  | INT 1 7  | INT 2 4   | LON 1 7 | LON 2     | CAS 1 7 | CAS 2 14  | CAS 3 21  | VCA 1 14  | VCA 2 5  | CUR 1 8   | CUR 2 5   | CUR 3 4   | GOI 1 9  | GOI 2 9  | GOI 3     | INT 1 16 |          |           |           |         |          |          | 234   | 6º        |
| 2021 | Full Time Sports | Toyota Corolla  | GOI 1 15  | GOI 2 19 | INT 1 SQ | INT 2 NP  | VCA 1 4 | VCA 2     | VCA 1   | VCA 2     | CAS 1 5   | CAS 2 14  | CUR 1 6  | CUR 2 6   | CUR 1 8   | CUR 2 Rit | GOI 1    | GOI 2 8  | GOI 1 5   | GOI 2 15 | VCA 1 16 | VCA 2 9   | SCZ 1 9   | SCZ 2 3 | INT 1 22 | INT 2 18 | 282   | 6º        |
| 2022 | Full Time Sport  | Toyota Corolla  | SPO Rit   | GOI 1    | GOI 2 1  | MOG 1     | MOG 2   | RIO 1     | RIO 2   | BRA 1     | BRA 2     | BRA 1     | BRA 2    | SPO 1     | SPO 2     | SCZ 1     | SCZ 2    | MOG 1    | MOG 2     | GOI 1    | GOI 2    | GOI 1     | GOI 2     | BRA 1   | BRA 2    |          |       |           |

‡ Non idoneo per i punti campionato.
† Non ha concluso la gara ma viene ugualmente classificato per averne percorso almeno il 90%.

### WeatherTech SportsCar Championship
(legenda) (Le gare in grassetto indicano la pole position) (Gare in corsivo indicano Gpv)
| Anno | Squadra                | Classe | Vettura             | 1     | 2      | 3   | 4   | 5   | 6   | 7   | 8   | 9   | 10  | Punti | Pos. |
| ---- | ---------------------- | ------ | ------------------- | ----- | ------ | --- | --- | --- | --- | --- | --- | --- | --- | ----- | ---- |
| 2015 | Starworks Motorsport   | P      | Riley Mk XXVI DP    | DAY 9 | SEB    | LBH | LGA | DET | WGL | MOS | ELK | COA | PET | 23    | 30º  |
| 2016 | Wayne Taylor Racing    | P      | Dallara Corvette DP | DAY 2 | SEB 12 | LBH | LGA | DET | WGL | MOS | ELK | COA | PET | 53    | 23º  |
| 2019 | JDC-Miller Motorsports | DPi    | Cadillac DPi-V.R    | DAY 5 | SEB    | LBH | MDO | DET | WGL | MOS | ELK | LGA | PET | 26    | 32º  |

### 24 Ore di Daytona
| Anno | Classe | N° | Gomme | Vettura                                     | Squadra                | Co-piloti                                                    | Giri | Pos. Assol. | Pos. di Classe |
| ---- | ------ | -- | ----- | ------------------------------------------- | ---------------------- | ------------------------------------------------------------ | ---- | ----------- | -------------- |
| 2013 | GT     | 21 |       | Porsche 911 GT3 Cup Porsche 4.0L F6         | Dener Motorsport       | Nonô Figueiredo Felipe Giaffone Tony Kanaan Ricardo Maurício | 352  | DNF         | DNF            |
| 2015 | P      | 7  | C     | Riley MkXXVI Dinan-BMW 5.0L V8              | Starworks Motorsport   | Brendon Hartley Tor Graves Ryan Hunter-Reay Scott Mayer      | 426  | DNF         | DNF            |
| 2016 | P      | 10 | C     | Chevrolet Corvette DP Chevrolet LS9 5.5L V8 | Wayne Taylor Racing    | Ricky Taylor Jordan Taylor Massimiliano Angelelli            | 736  | 2º          | 2º             |
| 2019 | DPi    | 85 | M     | Cadillac DPi-V.R Cadillac 5.5L V8           | JDC-Miller Motorsports | Misha Goikhberg Tristan Vautier Devlin DeFrancesco           | 586  | 5º          | 5º             |

### 24 Ore di Le Mans
| Anno | Classe | N° | Gomme | Vettura                           | Squadra               | Co-piloti                  | Giri | Pos. Assol. | Pos. di Classe |
| ---- | ------ | -- | ----- | --------------------------------- | --------------------- | -------------------------- | ---- | ----------- | -------------- |
| 2017 | LMP2   | 29 | D     | Dallara P217 Gibson GK428 4.2L V8 | Racing Team Nederland | Jan Lammers Frits van Eerd | 344  | 13º         | 11º            |

## Altre vittorie
- 1987: Campione di kart brasiliano e sudamericano
- 1988: Campione di kart brasiliano
- 1990: Campione europeo di Formula Opel Lotus
- 1991: Campione britannico di Formula 3
- 2014: Campione brasiliano di Stock Car
- 2022: Campione brasiliano di Stock Car

## Vita privata
È stato sposato dal 1997 al 2019 con Silvana Giaffone, che dopo un aborto spontaneo al terzo mese di gravidanza gli ha dato due figli, Eduardo detto "Dudu" e Fernando detto "Fefo". Il 14 aprile 2018, in un'intervista rilasciata a Rede Globo, ha dichiarato di aver sconfitto, nel mese di gennaio, un tumore benigno al collo. Dopo aver divorziato, Barrichello è stato sentimentalmente legato per tre anni alla giornalista Paloma Tocci.